# Xenius
Xenius (au début X:enius) est une émission de vulgarisation scientifique franco-allemande diffusée quotidiennement du lundi au vendredi autour de 17h40 sur Arte depuis le 19 janvier 2009. Elle est présentée par trois duos de jeunes présentateurs en alternance.
L'un des présentateurs, Pierre Girard, annonce fin 2021 l'arrêt progressif de l'émission, après plus de dix ans et 2000 épisodes.

## Concept
L'émission de 26 minutes traite d'un sujet par épisode sur des thèmes variés, les plus fréquents abordent des questions d'environnement, de technologie, de nutrition et de santé. Le duo de présentateurs se déplace dans toute l'Europe à bord d'un minibus et récolte des témoignages scientifiques.

## Présentateurs
- Dörthe Eickelberg (VF : Antonia de Rendinger) et Pierre Girard (VF : Sébastien Bizzotto) : depuis le 19 janvier 2009
- Carolin Matzko (VF : Pauline Leurent) et Gunnar Mergner (de) (VF : François Pinganaud) : 2009-2017[5]
- Adrian Pflug (de) et Jeannine Michaelsen (de) : 2011 - 2013
- Adrian Pflug (de) et Émilie Langlade : depuis 2013
- Caroline du Bled et Gunnar Mergner : depuis 2017

Ces couples sont parfois intervertis entre eux (infra, fin de l'historique suivant).

## Historique

Le logo de l'émission jusqu'en 2016

Le 19 janvier 2009, Arte lance X:enius, un magazine de vulgarisation scientifique diffusé du lundi au vendredi à 16 h 55. 
"X:enius" est un mot créé en 2008 pour ce magazine. Il est composé du "X" faisant référence à un signe mathématique pour l'inconnu ou une devinette, et de "enius", contraction de "Genius". Lors du lancement de l'émission, la chaîne Arte explique : "Dans X:enius, il y a en même temps la notion de génie (genius) et l'idée de mystère et d'inconnue (le X)".
Le programme est présenté, en alternance et en allemand voire français, par deux couples de présentateurs, dont au moins un bilingue germano-français, Dörthe Eickelberg / Pierre Girard et Carolin Matzko / Gunnar Mergner (de).
Plus tard, un nouveau duo de présentateurs rejoint le magazine : Adrian Pflug (de) et Jeannine Michaelsen (de)[réf. nécessaire].
Le 11 avril 2013, Émilie Langlade intègre le programme aux côtés de Gunnar Mergner (de), remplaçant temporairement Carolin Matzko. Elle fait ensuite équipe avec Adrian Pflug (de) à la suite du départ de Jeannine Michaelsen (de)[réf. nécessaire]. Depuis 2017 Gunnar Mergner fait équipe avec Caroline du Bled après le départ de Caro Matzko.
En septembre 2016, le nom de l'émission est simplifié avec le retrait du deux-points, X:enius devenant Xenius.
Les duos de présentateurs sont parfois modifiés entre eux, même de manière non mixte, avec toujours, en général, au moins un francophone dans la paire.
L'émission s'arrête progressivement en 2022.